# Paris–Roubaix Espoirs
Paris-Roubaix Espoirs ist ein französisches Straßenradrennen.
Der Wettbewerb wurde ab 1967 zunächst als Amateurversion von Paris–Roubaix, einem Monument des Radsports, ausgetragen. Seit Einführung der Einheitslizenz im Jahr 1995 ist das Rennen Fahrern der Alterskategorie U23 vorbehalten und seit 2005 in UCI-Kategorie 1.2U im Kalender der UCI Europe Tour.
Startort war zuletzt Péronne, Ziel die Radrennbahn von Roubaix. Im Gegensatz zu Paris-Roubaix Femmes und Paris–Roubaix Juniors wurde Paris–Roubaix Espoirs traditionell nicht zeitlich nahe dem Monument ausgetragen, sondern im Mai oder Juni. 2024 soll es erstmals am selben Tag wie das Junioren- und Elite-Rennen stattfinden.
Veranstalter ist der VC Roubaix.

## Palmarès
| Jahr | Sieger                          | Zweiter                    | Dritter              |          |
| ---- | ------------------------------- | -------------------------- | -------------------- | -------- |
| 1967 | Georges Pintens                 | Patrick Charron            | Walter Ricci         |          |
| 1968 | Alain Vasseur                   | Robert Bouloux             | Gérard Briend        |          |
| 1969 | Roger Desmaret                  | Régis Delépine             | Robert Mintkiewicz   |          |
| 1970 | Enzo Mattioda                   | Peter Van Straalen         | Michel Roques        |          |
| 1971 | Louis Verreydt                  | Marcel Sannen              | Antoine Bauwens      |          |
| 1972 | Yvan Benaets                    | Louis Verreydt             | Antoine Bauwens      |          |
| 1973 | Patrick Béon                    | Claude Behué               | René Dillen          |          |
| 1974 | Marc Steels                     | Christian Despierres       | Carlos Cuyle         |          |
| 1975 | Pol Verschuere                  | Guy Brignet                | Rachel Dard          |          |
| 1976 | Gérard Simonnot                 | Jean-Raymond Toso          | Jacques Stablinski   |          |
| 1977 | Michel Lloret                   | Alain Deloeuil             | Paul Sherwen         |          |
| 1978 | Alfons De Wolf                  | Ronny Claes                | Alan van Heerden     |          |
| 1979 | Marc Madiot                     | Olivier Vantielcke         | Daniel Amardeilh     |          |
| 1980 | Stephen Roche                   | Dirk Demol                 | Michel Larpe         |          |
| 1981 | Kenny De Maerteleire            | Alain Deloeuil             | Reimund Dietzen      |          |
| 1982 | Rudy Rogiers                    | Alain Deloeuil             | Allan Peiper         |          |
| 1983 | Frank Verleyen                  | Bruno Wojtinek             | Pascal Campion       |          |
| 1984 | Thierry Marie                   | Ludo Adriaensen            | Denis Poisson        |          |
| 1985 | Christian Chaubet               | Bernard Richard            | Vincent Thorey       |          |
| 1986 | Vincent Thorey                  | Carlos Malfait             | Pascal Campion       |          |
| 1987 | Franck Boucanville              | Marc Assez                 | Bertrand Zielonka    |          |
| 1988 | Laurent Bezault                 | Nico Roose                 | Fabian Pantaglou     |          |
| 1989 | Frédéric Moncassin              | Didier Faivre-Pierret      | Andrzej Pozak        |          |
| 1990 | Thierry Gouvenou                | Sławomir Krawczyk          | Olaf Lurvik          |          |
| 1991 | Eric Larue                      | Stéphane Cueff             | Czesław Rajch        |          |
| 1992 | Pascal Chanteur                 | Jimmy Delbove              | Czesław Rajch        |          |
| 1993 | Marek Leśniewski                | Hervé Boussard             | Marc Hibou           |          |
| 1994 | Kurt Dhont                      | Frédéric Guesdon           | Michel Lallouët      |          |
| 1995 | Damien Nazon                    | Michel Lallouët            | Thierry Bricaud      |          |
| 1996 | Dany Baeyens                    | Nicolas Marchal            | Christophe Barbier   |          |
| 1997 | Marc Chanoine                   | László Bodrogi             | Günther Stockx       |          |
| 1998 | Thor Hushovd                    | Geoffrey Demeyere          | Moris Sammassimo     |          |
| 1999 | Sébastien Joly                  | Stéphane Krafft            | Markus Wilfurth      |          |
| 2000 | Eric Baumann                    | Thomas Voeckler            | Tom Boonen           |          |
| 2001 | Jaroslaw Popowytsch             | Wolodymyr Bileka           | Lorenzo Bernucci     |          |
| 2002 | Michail Wiktorowitsch Timoschin | Yannick Talabardon         | Michael Blanchy      |          |
| 2003 | Sergei Sergejewitsch Lagutin    | Steven De Decker           | Robby Meul           |          |
| 2004 | Koen de Kort                    | Bastiaan Giling            | Wouter Weylandt      |          |
| 2005 | Dmitri Kosontschuk              | Johnny Hoogerland          | Dries Van der Ginst  |          |
| 2006 | Tom Veelers                     | Kristoffer Gudmund Nielsen | Pieter Vanspeybrouck |          |
| 2007 | Damien Gaudin                   | Guillaume Blot             | Danilo Wyss          |          |
| 2008 | Coen Vermeltfoort               | Giorgio Brambilla          | Laurent Beuret       |          |
| 2009 | Taylor Phinney                  | Nikola Aistrup             | Giorgio Brambilla    |          |
| 2010 | Taylor Phinney                  | Jens Debusschere           | Fabien Taillefer     |          |
| 2011 | Ramon Sinkeldam                 | Jasper Stuyven             | Jacob Rathe          |          |
| 2012 | Bob Jungels                     | Yves Lampaert              | Thomas Scully        |          |
| 2013 | abgesagt                        | abgesagt                   | abgesagt             | abgesagt |
| 2014 | Mike Teunissen                  | Tyler Williams             | Bas Tietema          |          |
| 2015 | Lukas Spengler                  | Jenthe Biermans            | Hugo Hofstetter      |          |
| 2016 | Filippo Ganna                   | Jenthe Biermans            | Hamish Schreurs      |          |
| 2017 | Nils Eekhoff                    | Guillaume Millasseau       | Jordi Warlop         |          |
| 2018 | Stan Dewulf                     | Julius van den Berg        | Thymen Arensman      |          |
| 2019 | Thomas Pidcock                  | Johan Jacobs               | Jens Reynders        |          |
| 2020 | abgesagt                        | abgesagt                   | abgesagt             | abgesagt |
| 2021 | abgesagt                        | abgesagt                   | abgesagt             | abgesagt |
| 2022 | abgesagt                        | abgesagt                   | abgesagt             | abgesagt |
| 2023 | Tijl De Decker                  | Gil Gelders                | Robin Orins          |          |
| 2024 | Tim Torn Teutenberg             | Robert Donaldson           | Robin Orins          |          |